# Goose Green

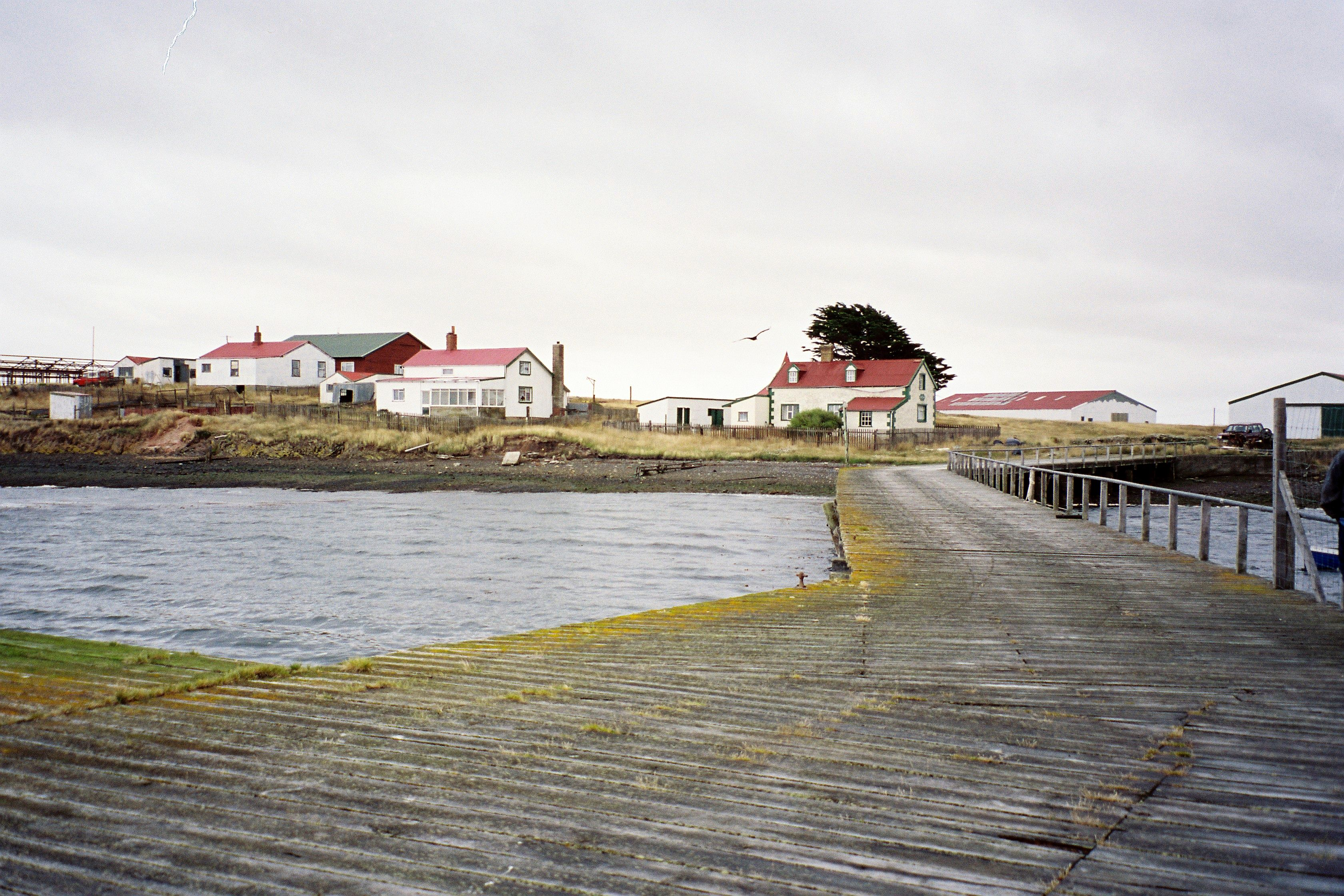
Goose Green.

Goose Green (em castelhano: Pradera del Ganso) é um povoado na península da Lafonia, nas Ilhas Falkland (Malvinas).
Goose Green foi fundada em 1875, com a criação de uma fábrica de sebo .
A vila foi ocupada pelas tropas argentinas durante a Guerra das Malvinas, e foi palco da batalha que leva seu nome. A região foi fortemente minada.

## Ligação externa
- «Buildings and Structures in the Falkland Islands designated as being of Architectural or Historic Interest, Falklands.info» (em inglês)